# Дом Никуличевых
Дом Никуличева — жилой двухэтажный особняк начала XX века постройки в селе Устье, Усть-Кубинского района, Вологодской области. Расположен в центре села, на Советской улице (официальный адрес — улица Коммунаров, дом 1). Памятник истории и культуры регионального значения. В настоящее время дом выкуплен молодым архитектором Иваном Магаревым в частную собственность с обременением по содержанию.

## История
Данный двухэтажный особняк является памятником архитектуры и был построен в начале XX века в древнерусском стиле с элементами эклектики. Местное население его называет замком. Дом выглядит таким же неприступным, с высокими окнами, башенками и шпилями.
Больше 100 лет назад в нём размещался торговый дом купца Ивана Никуличева, который владел лесопильными, стекольными, синкалево-химическим, кирпичным заводами, имел буксирные и товаро-пассажирские пароходы. По размерам капитала, количеству активов и торговым оборотам семье Никуличевым не было равных ни в Устье, ни даже в Вологде.

## Архитектура
Несмотря на беспорядок в особняке, а также установленные при советской власти временные перегородки, здание полностью пестрит историей прошлого. На первом этаже возведены и дожили до наших дней каменные арочные потолки каменные, на втором — перекрытия оснащены бордюрной лепниной и красивейшими розетками для люстр.
В строении имеются большие проходные комнаты, которые соседствуют с гостевыми маленькими. Некоторые окна дошли до наших дней с коваными запорами и откидывающимися рамами, двери представлены с уникальным орнаментом. Из окон дома открывается удивительный красивый на центральную часть села Устья, храм Николая Мирликийского. На верхний этаж купеческого особняка ведет многоступенчатая лестница. Здесь она обветшала, но подлежит восстановлению. Помещения дома отапливались огромными печками-каминами, которые были возведены с высоким профессионализмом и не разрушились до сих пор, даже плитка держится прочно и ровно.

## Современное состояние
После революционных событий 1917 года торговый дом Никуличевых перестал существовать, а помещения особняка передали и разместили библиотеку. Позже в это здание переехало сельскохозяйственное предприятие, которое с течением времени несколько раз сменило своё название: совхоз имени Ленина, «Русь», «Вологодский картофель».
В 2020 году дом Никуличевых выкупил молодой вологодский архитектор Иван Магарев, который имеет огромное желание дать зданию новую жизнь и организовать в его помещениях туристический центр с кафе и выставочными залами. Первые месяцы владелец занялся уборкой дома и приведением помещений в порядок. Только с чердака было вывезено более одной тонны птичьего помёта.

## Документы
Приказ от 12.02.2019 г. № 1-О/01-07 г. Вологда. «Об утверждении границ территорий объектов культурного наследия, расположенных на территории села Устье Усть-Кубинского района Вологодской области».